# Amiga Active
Amiga Active a fost o revistă lunară de informatică care a fost publicată de Pinprint Publishing. A fost lansată într-un perioadă în care majoritatea celorlalte reviste despre Amiga se închideau deja și, ca urmare, a avut un singur concurent major: Amiga Format⁠(d). O mare parte din personalul Amiga Active proveneau de la CU Amiga Magazine⁠(d), care s-a închis anul precedent. În total, au fost publicate 26 de numere, primul în luna octombrie 1999 și ultimul în noiembrie 2001. Închiderea revistei Amiga Active a pus capăt distribuției în chioșcurile de ziare a revistelor Amiga din Marea Britanie după aproape 14 ani.